# Ампір (фільм)
«Ампір» — радянський художній фільм-трилер 1986 року, режисера Олександра Сокурова, знятий у форматі короткого метра за радіоп'єсою Люсіль Флетчер «Вибачте, ви помилилися номером».

## Сюжет
Вона — красива жінка не молодих років, колишня балерина, у якій паралізовані ноги. Вона в усьому вишукана і тонка. Вона багато курить і дуже любить модні журнали. Картина починається з того, що Вона прокидається в ліжку, схожому швидше на ляльковий футляр, в своїй квартирі біля залізничного моста і дзвонить своєму чоловікові. Телефоністка з'єднує її, але замість голосу чоловіка Вона чує щось, від чого здригається і кричить. Виявляється, Її з'єднали з діалогом, який вже йде по телефонній лінії, у ньому говорили про вбивство безпорадної жінки-інваліда, яка живе біля мосту, яка набридла своєму чоловікові. Головна героїня намагається з почуттів гуманності запобігти підготовлюваному вбивству, повідомити про почуту розмову і телефоністці, і поліції, але нікому немає діла. Потім Вона розуміє, що мова йшла саме про неї — адже це Вона живе біля мосту, не може ходити, очевидно, набридла чоловікові… Але вже пізно.

## У ролях
- Алла Осипенко — Хвора героїня
- Ілля Ривін — епізод

## Знімальна група
- Режисер — Олександр Сокуров
- Сценарист — Олександр Сокуров
- Оператор — Олександр Сокуров
- Художники — Сергій Болмант, Сергій Дебіжев
- Композитор — Джузеппе Верді